# 诺伊达

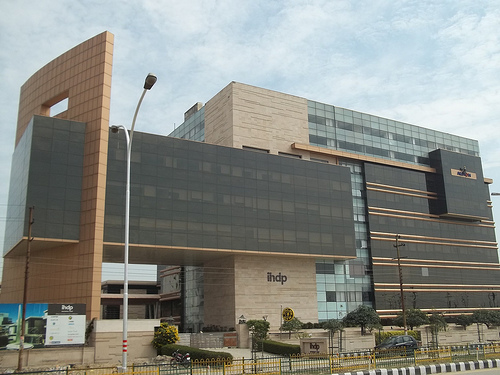
諾伊達境內聚集了許多外國企業的大型出租辦公室大樓。

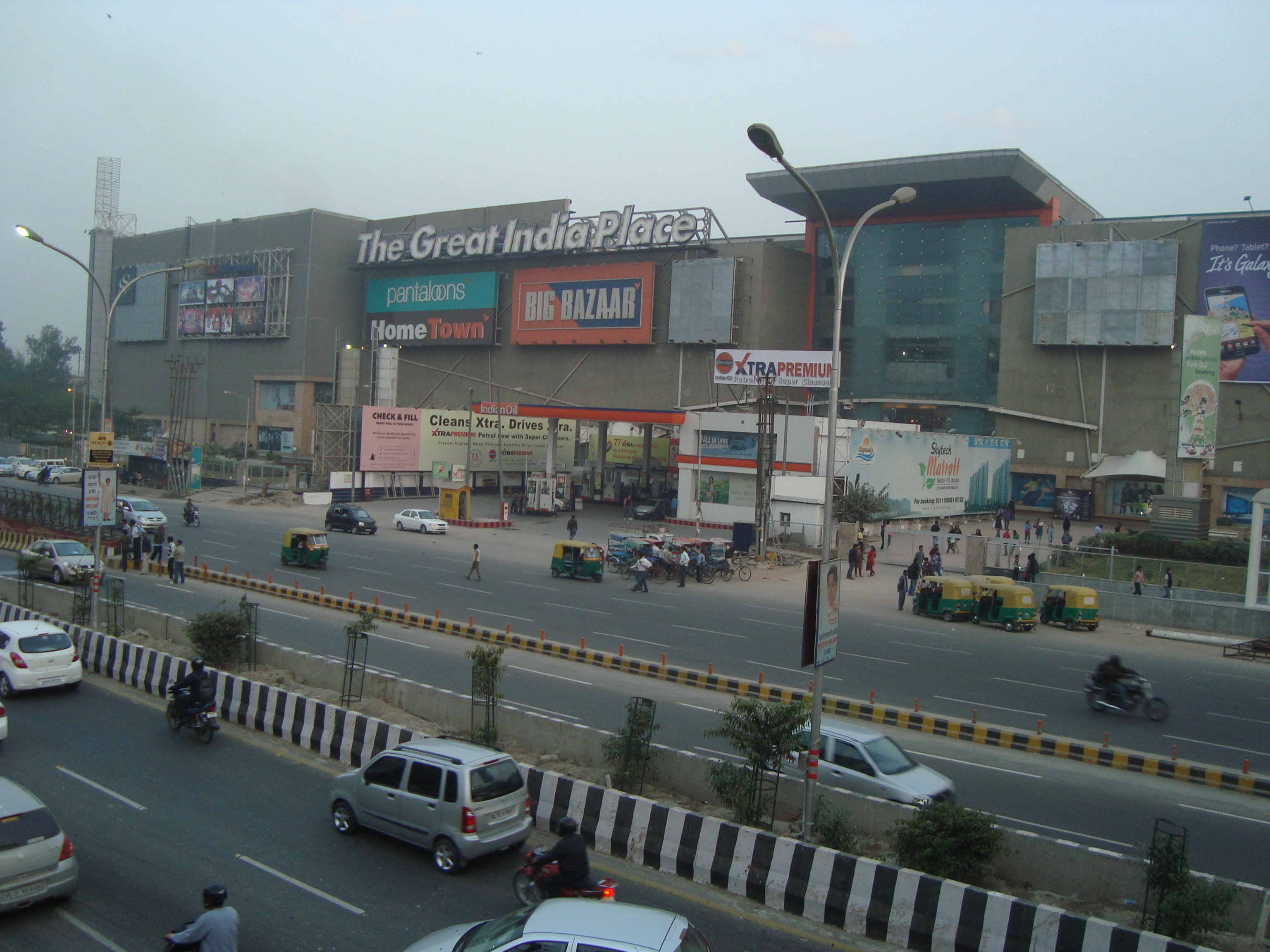
大印度廣場（The Great India Place）是區內新開發的大型購物中心。

诺伊达，其市名實際上是新歐克拉工業發展區（New Okhla Industrial Development Authority, NOIDA）的縮寫，是一個位於印度北方邦喬達摩菩提那加爾區、印度首都新德里南郊歐克拉境內的新市鎮。該市是印度國家首都轄區（NCR）的一部份，境內除了有許多印度聯邦中央單位駐設外，也是許多跨國資訊業廠商在印度設置服務委外據點時重要的選擇地點之一。根據2001年時的人口調查，該市總人口為293,908人。

## 人口
该地2001年总人口293,908人，其中男性162,306人，女性131,602人；0—6岁人口39,915人，其中男22,198人，女17,717人；识字率68.00%，其中男性为73.86%，女性为60.77%。